# Amaradia (Gorj)
Amaradia (također: Amaradia Pietroasă) je lijeva pritoka rijeke Jiu u Rumunjskoj. Ulijeva se u Jiu u mjestu Drăguțești, južno od grada Târgu Jiu. Duljina joj je 41 km, a površina porječja 247 km2.

## Pritoke
Sljedeće rijeke su pritoke rijeke Amaradia (od izvora do ušća): 
- Lijeve: Gornac, Zlast
- Desne: Grui, Inoasa, Holdun